# Kallikrátia (dème)
Le dème de Kallikrátia, en grec moderne : Δήμος Καλλικράτειας / Dímos Kallikrátias, est un ancien dème du district régional de Chalcidique, en Macédoine-Centrale, Grèce. Depuis 2010, il est fusionné au sein du dème de Néa Propontída.
Selon le recensement de 2011, la population du dème s'élève à 11 571 habitants.